# Rahma Ben Ali
Rahma Ben Ali –en árabe, رحمة بن علي– (nacida el 15 de septiembre de 1993) es una deportista tunecina que compite en taekwondo. Ganó dos medallas en los Juegos Panafricanos en los años 2011 y 2015, y cuatro medallas en el Campeonato Africano de Taekwondo entre los años 2010 y 2018.

## Palmarés internacional
| Juegos Panafricanos | Juegos Panafricanos               | Juegos Panafricanos | Juegos Panafricanos |
| Año                 | Lugar                             | Medalla             | Categoría           |
| ------------------- | --------------------------------- | ------------------- | ------------------- |
| 2011                | Maputo (Mozambique)               | Medalla de oro      | –53 kg              |
| 2015                | Brazzaville (República del Congo) | Medalla de bronce   | –53 kg              |
| Campeonato Africano |                                   |                     |                     |
| Año                 | Lugar                             | Medalla             | Categoría           |
| 2010                | Trípoli (Libia)                   | Medalla de plata    | –57 kg              |
| 2012                | Antananarivo (Madagascar)         | Medalla de plata    | –53 kg              |
| 2014                | Túnez (Túnez)                     | Medalla de plata    | –53 kg              |
| 2018                | Agadir (Marruecos)                | Medalla de plata    | –53 kg              |